# سفارة أوكرانيا في المغرب
سفارة أوكرانيا في المغرب هي أرفع تمثيل دبلوماسي لدولة أوكرانيا لدى المغرب. تقع السفارة في الرباط وهي تهدف لتعزيز المصالح الأوكرانية في المغرب.

## وصلات خارجية
- الموقع الرسمي
- قائمة سفارات أوكرانيا
- قائمة السفارات في المغرب